# Bezirksrabbinat Neckarbischofsheim
Das Bezirksrabbinat Neckarbischofsheim mit Sitz in Neckarbischofsheim, einer Stadt im Rhein-Neckar-Kreis in Baden-Württemberg, entstand Mitte des 18. Jahrhunderts und existierte bis 1824. Die neuen Bezirksrabbinate im Baden entstanden durch Verordnung vom 4. Mai 1827 und teilten die jüdischen Gemeinden in Bezirksverbände, die zugleich Rabbinatsbezirke waren, ein.
Nach 1824 gehörte Neckarbischofsheim zum Bezirksrabbinat Sinsheim. Die letzten Rabbiner in Neckarbischofsheim waren Moses Bamberger (bis 1820) und nach dessen Tod sein Sohn Jakob Bamberger (bis 1824).